# Whymperia seductor
Whymperia seductor là một loài tò vò trong họ Ichneumonidae.